# Meioneta imitata
Meioneta imitata là một loài nhện trong họ Linyphiidae.
Loài này thuộc chi Meioneta. Meioneta imitata được Ralph Vary Chamberlin & Wilton Ivie miêu tả năm 1944.